# Fi Eridani
Fi Eridani (φ Eridani, förkortat Fi Eri, φ Eri) som är stjärnans Bayerbeteckning, är en stjärna belägen i den sydvästra delen av stjärnbilden Eridanus. Den har en skenbar magnitud på 3,55 och är synlig för blotta ögat där ljusföroreningar ej förekommer. Baserat på parallaxmätning inom Hipparcosuppdraget på ca 21,2 mas, beräknas den befinna sig på ett avstånd på ca 154 ljusår (ca 47 parsek) från solen.

## Egenskaper
Fi Eridani är en blå till vit stjärna i huvudserien av spektralklass B8 IV-V, vilket tyder på att den visar egenskaper hos både en huvudseriestjärna och en underjättestjärna. Den har en massa som är ca 3,6 gånger större än solens massa, en radie som är ca 3,4 gånger större än solens och utsänder från dess fotosfär ca 255 gånger mera energi än solen vid en effektiv temperatur på ca 13 720 K. Den har en hög projicerad rotationshastighet på 250 km/s, vilket ger stjärnan en ekvatoriell radie som är 17 procent större än polarradien.
Fi Eridani kan bilda en vid dubbelstjärna med en stjärna av 9:e magnituden som är separerad med 86 bågsekunder. Denna följeslagare är en stjärna i huvudserien av spektralklass G2 V. Det kan även ha en fysisk koppling till stjärnan Eta Horologii. Den ingår i Tucana-Horologium-gruppen, en ca 45 miljoner år gammal grupp av stjärnor, som delar en gemensam rörelse genom rymden.